# Olympische Sommerspiele 1968/Teilnehmer (Argentinien)
| Gelbes Symbol für Goldmedaillen mit stilisierten Olympischen Ringen | Graues Symbol für Silbermedaillen mit stilisierten Olympischen Ringen | Braundes Symbol für Bronzemedaillen mit stilisierten Olympischen Ringen |
| ------------------------------------------------------------------- | --------------------------------------------------------------------- | ----------------------------------------------------------------------- |
| —                                                                   | —                                                                     | 2                                                                       |

Argentinien nahm an den Olympischen Sommerspielen 1968 in Mexiko-Stadt mit einer Delegation von 89 Athleten (84 Männer und 5 Frauen) an 61 Wettkämpfen in zwölf Sportarten teil. 
Die argentinischen Sportler gewannen zwei Bronzemedaillen. Der Boxer Mario Guilloti wurde im Weltergewicht ebenso Dritter wie der Ruderer Alberto Demiddi im Einer. Fahnenträger bei der Eröffnungsfeier war der Reiter Carlos Moratorio.

## Teilnehmer nach Sportarten

### Boxen
- Roberto Urretavizcaya
Halbfliegengewicht: im Achtelfinale ausgeschieden

- Tito Pereyra
Fliegengewicht: im Achtelfinale ausgeschieden

- Domingo Casco
Bantamgewicht: im Achtelfinale ausgeschieden

- Miguel García
Federgewicht: im Viertelfinale ausgeschieden

- Pedro Agüero
Leichtgewicht: im Achtelfinale ausgeschieden

- Mario Guilloti
Weltergewicht: Bronze

- Víctor Galíndez
Halbmittelgewicht: in der 1. Runde ausgeschieden

### Fechten
Männer
- Guillermo Saucedo
Florett: 25. Platz
Florett Mannschaft: in der 1. Runde ausgeschieden
Degen Mannschaft: in der 1. Runde ausgeschieden
Säbel Mannschaft: in der 1. Runde ausgeschieden

- Evaristo Prendes
Florett: in der 1. Runde ausgeschieden
Florett Mannschaft: in der 1. Runde ausgeschieden

- Orlando Nannini
Florett: in der 1. Runde ausgeschieden
Florett Mannschaft: in der 1. Runde ausgeschieden

- Omar Vergara
Degen: in der 2. Runde ausgeschieden
Florett Mannschaft: in der 1. Runde ausgeschieden
Degen Mannschaft: in der 1. Runde ausgeschieden

- Guillermo Obeid
Degen: in der 1. Runde ausgeschieden
Degen Mannschaft: in der 1. Runde ausgeschieden

- Alberto Balestrini
Degen: in der 1. Runde ausgeschieden
Degen Mannschaft: in der 1. Runde ausgeschieden

- Román Quinos
Säbel: in der 1. Runde ausgeschieden
Säbel Mannschaft: in der 1. Runde ausgeschieden

- Alberto Lanteri
Säbel: in der 1. Runde ausgeschieden
Säbel Mannschaft: in der 1. Runde ausgeschieden

- Juan Carlos Frecia
Säbel: in der 1. Runde ausgeschieden
Säbel Mannschaft: in der 1. Runde ausgeschieden

Frauen
- Sylvia San Martín
Florett: in der 1. Runde ausgeschieden

### Hockey
- 14. Platz
Eduardo Guelfand
Armando Cicognini
Jorge Piccioli
Osvaldo Monti
Fernando Calp
Jorge Tanuscio
Eduardo Anderson
Héctor Marinoni
Gerardo Lorenzo
Alberto Disera
Rodolfo Monti
Jorge Sabbione
Gabriel Scally
Daniel Portugués
Alfredo Quaquarini
Jorge Giannini
Carlos Kenny
Jorge Suárez

### Gewichtheben
- Oscar Nobua
Mittelschwergewicht: Wettkampf nicht beendet

### Leichtathletik
Männer
- Andrés Calonge
100 m: im Viertelfinale ausgeschieden
200 m: im Viertelfinale ausgeschieden

- Juan Carlos Dyrzka
400 m: im Viertelfinale ausgeschieden
400 m Hürden: im Viertelfinale ausgeschieden

- Guillermo Cuello
800 m: im Vorlauf ausgeschieden

- Domingo Amaisón
3000 m Hindernis: im Vorlauf ausgeschieden

- Enrico Barney
Stabhochsprung: 17. Platz

Frauen
- Alicia Kaufmanas
100 m: im Vorlauf ausgeschieden
200 m: im Vorlauf ausgeschieden

### Radsport
- Roberto Breppe
Straßenrennen: 40. Platz
Straße Mannschaftszeitfahren: 7. Platz
Bahn 4000 m Mannschaftsverfolgung: in der 1. Runde ausgeschieden

- Juan Alves
Straßenrennen: Rennen nicht beendet

- Héctor Cassina
Straßenrennen: Rennen nicht beendet

- Gerardo Cavallieri
Straßenrennen: Rennen nicht beendet

- Juan Alberto Merlos
Straße Mannschaftszeitfahren: 7. Platz
Bahn 4000 m Einzelverfolgung: 12. Platz
Bahn 4000 m Mannschaftsverfolgung: in der 1. Runde ausgeschieden

- Carlos Miguel Álvarez
Straße Mannschaftszeitfahren: 7. Platz
Bahn 4000 m Mannschaftsverfolgung: in der 1. Runde ausgeschieden

- Ernesto Contreras
Straße Mannschaftszeitfahren: 7. Platz
Bahn 4000 m Mannschaftsverfolgung: in der 1. Runde ausgeschieden

- Carlos Roqueiro
Bahn Sprint: in der 4. Runde ausgeschieden

- José Pittaro
Bahn Sprint: in der 4. Runde ausgeschieden
Bahn 1000 m Zeitfahren: 9. Platz

### Reiten
- Argentino Molinuevo
Springreiten: 7. Platz
Springreiten Mannschaft: 13. Platz

- Carlos D’Elia
Springreiten: 13. Platz
Springreiten Mannschaft: 13. Platz

- Jorge Amaya
Springreiten: ausgeschieden

- Roberto Tagle
Springreiten Mannschaft: 13. Platz

- José Eugenio Acosta
Vielseitigkeit: 29. Platz
Vielseitigkeit Mannschaft: ausgeschieden

- Carlos Moratorio
Vielseitigkeit: 34. Platz
Vielseitigkeit Mannschaft: ausgeschieden

- Roberto Pistarini
Vielseitigkeit: ausgeschieden
Vielseitigkeit Mannschaft: ausgeschieden

- Jorge Bedoya
Vielseitigkeit: ausgeschieden
Vielseitigkeit Mannschaft: ausgeschieden

### Ringen
- Carlos Alberto Vario
Leichtgewicht, griechisch-römisch: in der 2. Runde ausgeschieden
Leichtgewicht, Freistil: in der 2. Runde ausgeschieden

- Julio Graffigna
Mittelgewicht, griechisch-römisch: in der 2. Runde ausgeschieden
Mittelgewicht, Freistil: in der 3. Runde ausgeschieden

- Daniel Verník
Halbschwergewicht, griechisch-römisch: in der 2. Runde ausgeschieden
Halbschwergewicht, Freistil: in der 2. Runde ausgeschieden

### Rudern
- Alberto Demiddi
Einer: Bronze

- Rostislav Peterka
Zweier mit Steuermann: 11. Platz

- Diego Nedelcu
Zweier mit Steuermann: 11. Platz

- Carlos Otero
Zweier mit Steuermann: 11. Platz

- Hugo Aberastegui
Vierer mit Steuermann: 8. Platz

- José Maria Robledo
Vierer mit Steuermann: 8. Platz

- Juan Carlos Gómez
Vierer mit Steuermann: 8. Platz

- Guillermo Segurado
Vierer mit Steuermann: 8. Platz

- Rolando Locatelli
Vierer mit Steuermann: 8. Platz

### Schießen
- Oscar Cervo
Schnellfeuerpistole 25 m: 38. Platz

- Nelson Torno
Schnellfeuerpistole 25 m: 44. Platz

- Rodolfo Guarnieri
Trap: 22. Platz

- Juan Ángel Martini junior
Trap: 24. Platz

### Schwimmen
Männer
- Luis Nicolao
100 m Freistil: 7. Platz
200 m Freistil: im Vorlauf ausgeschieden
100 m Schmetterling: im Vorlauf ausgeschieden
4-mal-100-Meter-Lagen-Staffel: im Vorlauf ausgeschieden

- Carlos van der Maath
100 m Freistil: im Vorlauf ausgeschieden
4-mal-100-Meter-Lagen-Staffel: im Vorlauf ausgeschieden

- Leonardo Baremboin
100 m Rücken: im Vorlauf ausgeschieden
200 m Rücken: im Vorlauf ausgeschieden
4-mal-100-Meter-Lagen-Staffel: im Vorlauf ausgeschieden

- Alberto Forelli
100 m Brust: 7. Platz
200 m Brust: im Vorlauf ausgeschieden
4-mal-100-Meter-Lagen-Staffel: im Vorlauf ausgeschieden

- Osvaldo Boretto
100 m Brust: im Halbfinale ausgeschieden
200 m Brust: im Vorlauf ausgeschieden

Frauen
- Patricia Sentous
100 m Rücken: im Vorlauf ausgeschieden
200 m Rücken: im Vorlauf ausgeschieden

- María Procopio
100 m Rücken: im Vorlauf ausgeschieden
200 m Rücken: im Vorlauf ausgeschieden

- Adriana Comolli
100 m Rücken: im Vorlauf ausgeschieden
100 m Schmetterling: im Vorlauf ausgeschieden

### Segeln
- Alberto Obarrio
Finn-Dinghy: 17. Platz

- Roberto Sieburger
Star: 20. Platz

- Jorge Vago
Star: 20. Platz

- Luis Schenone
Drachen: 9. Platz

- Boris Belada
Drachen: 9. Platz

- Pedro Sisti
Drachen: 9. Platz